# Saint-Lumier-en-Champagne
 Saint-Lumier-en-Champagne  es una población y comuna francesa, en la región de Champaña-Ardenas, departamento de Marne, en el distrito de Vitry-le-François y cantón de Vitry-le-François-Est.

## Demografía
| 198 | 209 | 185 | 231 | 225 | 196 |
| Para los censos de 1962 a 1999 la población legal corresponde a la población sin duplicidades (Fuente: INSEE [Consultar]) |     |     |     |     |     |